# Ludwig Schneider (zapaśnik)
Ludwig Schneider (ur. 19 września 1968 w Zetea) – zachodnioniemiecki, a potem niemiecki zapaśnik walczący w stylu wolnym. Olimpijczyk z Barcelony 1992, gdzie zajął dziesiąte miejsce w kategorii 90 kg.
Czwarty na mistrzostwach świata w 1990. Piąty na mistrzostwach Europy w 1990 i 1992 roku.
Mistrz RFN w 1990. Mistrz Niemiec w 1992; drugi w 1994, 1996 i 2003; trzeci w 1995, 1997 i 2000 roku.